# Palästinalied
Palästinalied ili Palestinska pjesma je križarska pjesma njemačkoga pjesnika Walthera von der Vogelweidea s početka XIII. st. Jedna je od rijetkih njegovih pjesama za koju je očuvana i poznata melodija. Tema je pjesme Evanđelje ispjevano s motrišta hodočasnika koji kroči u Svetu zemlju. 
Napisana je u vrijeme Petoga križarskog rata. Najstarija potvrda nalazi se u Kleine Heidelberger Liederhandschrift (oko 1270.), u sedam strofa. Najstariji izvor melodije je tzv. Münsterski ulomak (XIV. st.).
Pjesma je između 1970.-ih i 2000.-ih doživjela niz obrada u obliku pop i rock glazbe.

## Vanjske poveznice
- Izvorni tekst i engleski prijevod (engl.)